# Geli Raubal
Angela Maria „Geli“ Raubal (* 4. Juni 1908 in Linz, Österreich-Ungarn; † 18. September 1931 in München, Deutsches Reich) war eine Nichte Adolf Hitlers, die Tochter seiner Halbschwester Angela Raubal.

## Leben
Geli Raubal wurde als Tochter des Steueramtsoffizials Leo Raubal (1879–1910) und seiner Ehefrau Angela (1883–1949, später verh. Hammitzsch, geb. Hitler), einer Halbschwester Adolf Hitlers, geboren.
Ihr Vater starb bereits zwei Jahre nach ihrer Geburt. In der Folge wechselten sie und ihre beiden Geschwister Leo und Elfriede öfter Wohnort und Bezugspersonen. Geli Raubal besuchte das Akademische Gymnasium in Linz und machte 1927 dort als eines der ersten Mädchen die Matura.
1923 wurde Adolf Hitler zu Raubals Vormund bestellt, doch erst 1924 traf sie ihn erstmals bei einem Besuch in der Festung Landsberg am Lech, wo er in Haft saß. Sie nannte ihn Onkel Alf.
Raubal begann 1927 ein Medizinstudium an der Ludwig-Maximilians-Universität München und bezog unweit von Hitlers Wohnung ein Pensionszimmer. Schon bald nach der Immatrikulation brach sie ihr Medizinstudium (noch im ersten Semester) ab, um sich als Sängerin ausbilden zu lassen. Hitler finanzierte den Gesangsunterricht, zunächst bei Kapellmeister Adolf Vogl, später bei Hans Streck, dem ehemaligen Adjutanten von Erich Ludendorff.
Im Dezember 1927 eröffnete Emil Maurice, Mitbegründer der SS und Hitlers Chauffeur, seinem Chef die Absicht, Raubal zu heiraten. Hitler reagierte verärgert, forderte eine Trennung auf zwei Jahre und Treffen in dieser Zeit nur unter Aufsicht. Er kündigte Maurice im Januar 1928 fristlos. Da Raubal noch nicht volljährig (also damals noch nicht 21 Jahre alt) war, war eine Eheschließung ohne Einwilligung des Vormunds nicht möglich.

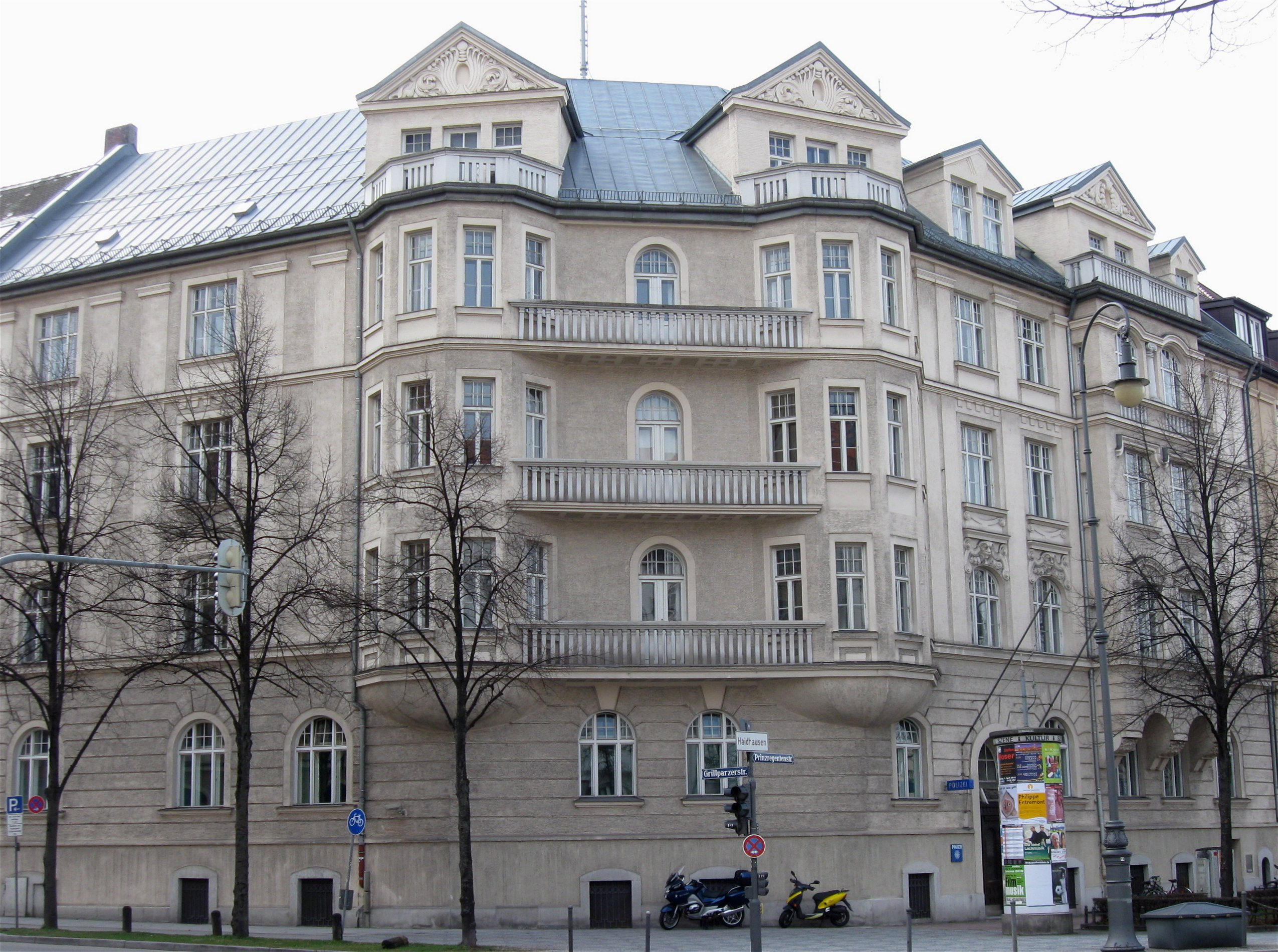
Haus am Münchener Prinzregentenplatz 16, in dem sich im zweiten Stock die Wohnung von Raubal und Hitler befand

1929 bezogen sie und Hitler am Prinzregentenplatz 16 eine Neun-Zimmer-Wohnung.

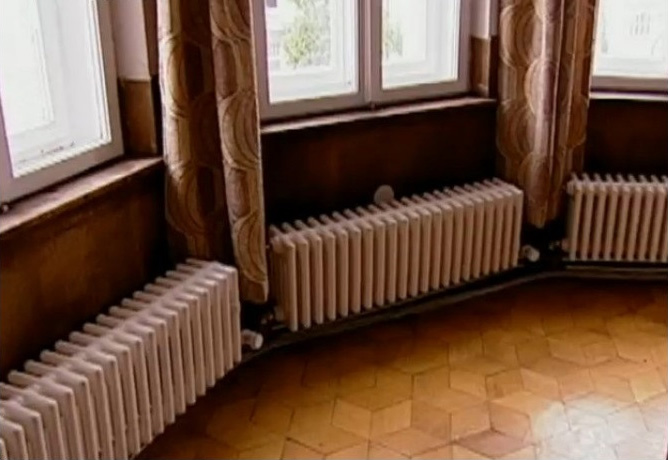
Stelle, an der das Sofa stand, auf dem sich Raubal erschoss

Am 18. September 1931 im Alter von 23 Jahren erschoss sich Raubal in der gemeinsamen Wohnung mit Hitlers Walther-Pistole. Nach Aktenlage entschied die Justiz auf Suizid. Sie starb an einem Lungenschuss. Gründe für einen Suizid wurden nicht benannt; ein Abschiedsbrief wurde nicht gefunden. Die Hausangestellten gaben an, es habe am Vormittag des 18. September einen Streit zwischen Raubal und Hitler gegeben. Hitler gab zu Protokoll, seine Nichte habe als Sängerin auftreten wollen, aber dem Druck nicht standgehalten. Ihr Bruder Leo, der mit ihr noch eine Woche zuvor in den Bergen gewandert war, sagte aus, dass er keine Anzeichen von Lebensüberdruss bemerkt habe. Emil Maurice sagte im Jahr 1945 aus, sie habe möglicherweise darunter gelitten, in der Prinzregentenstraße wie in einem „goldenen Käfig“ eingesperrt zu sein.
Raubal wurde am 23. September 1931 auf dem Wiener Zentralfriedhof beigesetzt. Hitler besuchte die Grabstätte drei Tage später mit einer Sondergenehmigung der österreichischen Regierung, da ihm seit dem Hitlerputsch 1923 die Einreise in sein Herkunftsland generell verwehrt worden war (es blieb seine einzige Reise nach Österreich seit 1913 bis zum „Anschluss Österreichs“ 1938). Eine im Jahr 1985 beantragte Exhumierung zur Klärung der genauen Todesursache wurde von den Behörden abgelehnt.
Adolf Hitler soll geäußert haben, die Beziehung zwischen ihm und Geli sei „restlos am Generationenproblem“ gescheitert. Der Grundsatz „Jugend muss von der Jugend geführt werden“ für die Hitlerjugend soll durch diese Erfahrung geprägt worden sein.
Zahlreiche Spekulationen kreisten um die Frage, ob Raubal Hitlers Geliebte war. Weder wurde die Bedeutung geklärt, die sie für ihren Onkel hatte, noch konnte die Urheberschaft einer Aktstudie von der 21-Jährigen Hitler zugeordnet werden. Der Hitler-Biograph Joachim Fest sieht in Raubal Hitlers einzige große Liebe. Die mögliche Liebesbeziehung Hitlers zu seiner Nichte wurde erstmals in Stuart Heislers Film Hitler im Jahre 1962 thematisiert. Cordula Trantow wurde im selben Jahr für die Darstellung der Geli Raubal für einen Golden Globe nominiert.

## Filme
- 1944: The Hitler Gang, mit Poldi Dur als Geli Raubal
- 1962: Hitler, mit Cordula Trantow als Geli Raubal
- 1999: Die Nichte und der Tod (Spielfilm, in dem ein Journalist nach den verschollenen Gebeinen der Geli Raubal sucht).
- 2000: Hitler und die Frauen (Dokumentarfilmreihe)
- 2003: Hitler – Aufstieg des Bösen (Hitler – The Rise of Evil), mit Jena Malone als Geli Raubal
- 2005: Oliver Halmburger, Thomas Staehler: Familie Hitler. Im Schatten des Diktators. München: Oliver Halmburger Loopfilm u. Mainz: ZDF-History (Dokumentarfilm).
- 2005: Die Nichte – Hitlers verbotene Liebe (Uncle Adolf), mit Elaine Cassidy als Geli Raubal